# Corte fino
Corte fino es un término usado en psicología y filosofía para describir la capacidad de encontrar patrones en eventos basados solo en "capas delgadas", o ventanas estrechas, de experiencia. El término significa hacer inferencias muy rápidas sobre el estado, las características o los detalles de un individuo o situación con cantidades mínimas de información. Los juicios breves basados en el corte fino son similares a los juicios basados en mucha más información. Los juicios basados en el corte fino pueden ser tan precisos, o incluso más precisos, que los juicios basados en mucha más información.
El primer uso registrado del término fue realizado en 1992 por Nalini Ambady y Robert Rosenthal en un metanálisis en el Psychological Bulletin. Desde entonces, el corte fino se ha aplicado a muchos dominios y se ha utilizado para hacer varios tipos de juicios. Una lista no exhaustiva de dominios incluye la relación interpersonal, los estudios clínicos, la educación, etc.

## Visión de conjunto
Corte fino se refiere a observar una pequeña selección de una interacción, generalmente menos de 5 minutos, y ser capaz de sacar conclusiones con precisión sobre las emociones y las actitudes de las personas que interactúan.
Las capas delgadas de la corriente conductual contienen importante información diagnóstica y predictiva de psicología social. Debido a que la percepción y el juicio del corte fino son suficientemente efectivos, las percepciones interpersonales de las personas pueden ocurrir de manera inmediata, automática y, hasta cierto punto, válidarse antes de que se puedan comunicar verbalmente o mediante acciones y eventos. Dadas las condiciones limitadas bajo las cuales ocurre la inferencia social y la corrección, estos juicios iniciales pueden determinar las percepciones, las evaluaciones y las teorías finales de las personas sobre aquellos con quienes interactúan cara a cara.
Muchos estudios han demostrado que las observaciones breves pueden usarse para evaluar los resultados a niveles más altos de lo esperado por azar. Una vez que se comparan estas observaciones de menos de cinco minutos con las de más de cinco minutos, los datos no muestran cambios significativos, lo que implica que las observaciones realizadas en los primeros minutos no cambian. Un ejemplo de esto se puede ver en un experimento de Ambady y Rosenthal en 1993, en el que evaluaron el efecto del corte fino con clips de 2, 5 y 10 segundos de comportamientos no verbales de los profesores y las calificaciones de esos maestros después. 
Las impresiones formadas después de ver capas delgadas de comportamiento se consideran precisas si coinciden con las impresiones formadas después de una observación más detallada del sujeto y si coinciden con las impresiones formadas por otros calificadores. [4] Si bien las personas a menudo no pueden informar los factores que influyen en sus juicios, los investigadores identifican los tipos de información en segmentos breves de comportamiento que son responsables de juicios precisos. Los tipos de información incluyen información visual y verbal. Más específicamente, los investigadores observan cómo las personas hacen juicios basados en sus observaciones de los rasgos menores de los demás, como el contacto visual, inquietud, gestos con las manos abiertas, postura rígida, sonriendo, etc. Los comportamientos como fruncir el ceño, inquietarse y mirar hacia abajo las calificaciones de los rasgos que describen la confianza, la calidez y el optimismo del sujeto. Las personas con calificaciones positivas para estos rasgos sonreían más, tenían más probabilidades de caminar y tocar sus torsos superiores.
Ambady y Rosenthal finalmente descubrieron que aquellos que calificaron a los profesores después de ser sometidos a cortes finos, obtuvieron calificaciones que fueron muy similares a las de aquellos que calificaron a los maestros después de tener interacciones sustanciales con ellos. Además, la precisión de estas clasificaciones no fue significativamente diferente entre aquellos que vieron clips de 2, 5 y 10 segundos. Esto demuestra la cantidad impresionante de información que se transmite en rebanadas finas de comportamiento cotidiano y la percepción que puede proporcionar sobre la personalidad de un individuo, sin importar cuán brevemente se observe el comportamiento.
Tanto las características deseables como las indeseables suelen ser visibles a través de la mirilla de las capas finas. Las capas finas de las conductas de los individuos podrían exponer las características de su personalidad, estados internos, sexualidad, relaciones, prejuicios, etc. Incluso las conductas futuras de los individuos podrían predecirse con razonable precisión mediante cortes finos.
Algunas personas creen que los efectos del fenómeno conocido como déjà vu ocurren dentro del mismo marco de tiempo de corte fino y también pueden tener una correlación directa. Una ventana estrecha de experiencia es suficiente para que un individuo se sienta seguro de que ya ha presenciado o experimentado una situación actual, aunque las circunstancias exactas del encuentro anterior sean inciertas y tal vez imaginadas.
Muchos otros usos de capas finas están implícitos en los informes de los medios, como los bomberos que toman decisiones en una fracción de segundo, o los policías que saben que algo está mal simplemente por una sensación visceral. Todo esto sugiere de manera anecdótica que el corte fino ocurre regularmente.

## Relaciones interpersonales

### Primera impresión
En el trabajo de investigación publicado en 2007 por Dana R. Carney et al., se descubrió que el aumento del tiempo de exposición, es decir, la longitud de la observación, ayudaba a las personas a obtener más información, para poder juzgar mejor el enfoque social y positivo. La misma longitud aumentada de la exposición estaba menos relacionada con juzgar amenazas y afecto negativo. La precisión del juicio basado en un segmento de cinco segundos es significativamente menor que la precisión de los juicios basados en exposiciones más largas. Además, las impresiones extraídas de la última etapa de la interacción, potencialmente permiten a las personas hacer juicios más precisos. Dana R. Carney et al. también llegó a la conclusión de que las mujeres tendían a hacer juicios más precisos con cortes finos que los hombres.

### Citas rápidas
Marian L. Houser et al. basados en el trabajo anterior de Deyo & Deyo han estudiado el corte fino en datación rápida. Descubrieron que unos pocos momentos de evaluación de la comunicación ayudaron a los participantes a predecir los resultados y hacer evaluaciones especuladas de su relación con un compañero potencial. Las personas que adoptaron la velocidad de las mujeres notaron las características negativas de los hombres con bastante rapidez, y en general fueron más críticas. Esto podría significar que los hombres eran más abiertos de mente o al menos más lentos para identificar las características negativas, lo que significa que eran menos reactivos en comparación con las mujeres cuando realizaban cortes finos. Si bien ambos sexos fueron igualmente buenos en la realización de evaluaciones positivas sobre sus parejas, las mujeres hicieron descripciones más específicas que los hombres, y los varones podrían participar en la observación superficial si solo notaron características negativas al comienzo de la observación. Aun así, el resultado general mostró que la evaluación rápida hizo que los participantes se vieran más favorables en los ojos del otro.

### Perfiles de redes sociales
El corte fino es un fenómeno que puede ocurrir virtualmente también a través del contacto con el perfil en línea de un individuo. Los perfiles en línea están formados básicamente por varias secciones condensadas diferentes que revelan diferentes aspectos de la vida e intereses de una persona. Los investigadores de Microsoft Kristin Stecher y Scott Counts investigaron este dominio de corte fino para determinar exactamente cuánta información se necesitaba en los perfiles en línea para que los espectadores pudieran formarse una impresión precisa del individuo y qué campos de perfil contribuyen más a la capacidad de formar esa impresión. Se centraron en dos formas de dominios de redes sociales: sitios de redes sociales generales como Facebook y Friendster, y sitios de blogs. La predictibilidad de un atributo se definió como su capacidad de contribuir a la capacidad del espectador para formar una impresión predictiva del sujeto. Para los sitios de redes sociales, la información como la foto, el nombre, el estado, la escuela secundaria y el género permitieron a los calificadores formar impresiones predictivas mientras que para los sitios de blogs, esta información predictiva incluía la foto individual, las opiniones religiosas, la ciudad actual, el empleador y la cantidad de grupos. Por lo tanto, aunque los usuarios pueden usar cortes finos de la información recopilada de estos perfiles en línea para formar una impresión del perfil, la impresión se ve gravemente afectada por el tipo de atributos que se presentan en el perfil, así como por las diferentes formas en que se procesan en función de los objetivos del usuario.

### Preferencia sexual
En 1999, Nalini Ambady et al. estudiaron la precisión de los juicios de orientación sexual a partir de capas delgadas de comportamiento. Después de tomar en consideración variables tales como el sexo y la orientación sexual de los jueces y el género de los objetivos, Ambady llegó a la conclusión de que las personas podían percibir con precisión la orientación sexual mediante cortes finos. Aproximadamente el 55% de los juicios basados en cortes fotográficos fijos fueron precisos, y aproximadamente el 70% de los juicios basados en cortes de video silenciosos de 10 segundos fueron precisos. Dicha percepción y juicio serían más precisos si los materiales provistos fueran de naturaleza no verbal dinámica (por ejemplo, videos silenciosos que contienen mucha información gestual) en lugar de naturaleza de información estática (por ejemplo, fotografías fijas). También en sus estudios, los hombres homosexuales y las lesbianas generalmente eran más precisos que los heterosexuales a la hora de emitir juicios.

## Dominio clínico

### Habilidad cognitiva
Se sabe que el estado de ánimo de un individuo distorsiona las habilidades cognitivas. Las emociones nublan los pensamientos rápidos racionales. Los tres estudios más influyentes se llevaron a cabo en 2002 por Nalini Ambady y Heather M. Gray. En el primer estudio, la tristeza inducida condujo a una menor precisión en los juicios sobre la efectividad del docente a partir de muestras breves de comportamiento no verbal. En el segundo estudio, los participantes tristes mostraron una precisión reducida al juzgar el tipo de relación de los cortes finos así como también la disminución de la eficacia de los juicios. El tercer estudio mostró la posibilidad de que la tristeza afecte la precisión promoviendo un estilo de procesamiento de la información más deliberativo. Todos estos estudios tienen el principio básico de que las emociones de hecho afectan el juicio como se ve a través de los efectos sobre el corte fino. Desaprueban las conclusiones de algunos estudios previos de que la tristeza conduciría a una estrategia de procesamiento más prudente o no tendría un fuerte efecto en la percepción social, y argumentarían que la tristeza inducida a corto plazo obstaculizaría las habilidades de interpretación social del individuo.

### Desorden de personalidad
Jacqueline N.W. Friedman et al. (2007) examinaron la capacidad de las personas para detectar el trastorno de personalidad utilizando un enfoque de corte fino. Descubrieron que las personas eran capaces de detectar rasgos patológicos de la personalidad en 30 segundos de comportamiento grabado en video. Al observar los "cortes finos" de videos, los participantes de la investigación pudieron identificar con precisión los objetivos con la patología de la personalidad del video. Además, cuando los participantes estuvieron expuestos a un mayor número de rasgos de personalidad, es decir, aumentando el espectro en lugar del "grosor" de las capas, se comportaron mejor para identificar los rasgos negativos de los objetivos. Se encontró que esta correlación entre "capas delgadas" con contenido más rico y el mejor desempeño de los participantes en la detección del trastorno de la personalidad es más fuerte que las correlaciones encontradas en otros estudios que utilizan la metodología de corte fino.

### Detección del engaño
Albrechsten, Meissner y Susa (2009) de la Universidad de Texas en El Paso realizaron dos estudios separados sobre el estilo de procesamiento (procesamiento intuitivo frente a procesamiento deliberativo) en una tarea de detección del engaño. En el primer experimento, se usó una manipulación de corte fino para mostrar que el procesamiento intuitivo puede conducir a juicios de decepción más precisos en comparación con las formas tradicionales de procesamiento, es decir, formas que requieren mucha más información. En el segundo experimento, los participantes que participaron en una segunda tarea se desempeñaron de forma más precisa en una tarea de engaño que los participantes a quienes se les pidió que proporcionaran un razonamiento verbal para cada decisión. Los resultados convergieron para sugerir que el procesamiento intuitivo puede mejorar significativamente el rendimiento de detección del engaño.

## Dominio educativo
Una de las primeras series conducidas por James Bugental y sus colegas mostró que las expectativas de los padres, identificadas a partir de breves fragmentos de su tono, están relacionadas con el proceso de comportamiento de sus hijos. El tono de una madre con un hijo normal y con un niño con problemas de conducta difiere significativamente. Una observación rápida de padres de niños normales y padres de niños con problemas de conducta puede ayudar fácilmente al observador a distinguir los dos tipos. Las concepciones anteriores proporcionan una base subyacente de que realmente existe la capacidad de juzgar a partir de observaciones breves. La investigación en las aulas ha demostrado que los jueces pueden distinguir a los maestros sesgados y sus expectativas para los estudiantes de los maestros imparciales y sus expectativas simplemente a partir de breves fragmentos de las conductas de los docentes. Del mismo modo, la investigación en el tribunal ha demostrado que en breves extractos de las instrucciones de los jueces a los jurados en los juicios, los evaluadores podrían predecir las expectativas del juez para el juicio.

## Explicaciones sobre la precisión del corte fino
Hay varias explicaciones propuestas con respecto a la precisión de los juicios hechos a partir de capas delgadas de comportamiento.
La primera explicación se basa en los psicólogos Zebrowitz-McArthur y el enfoque ecológico de Baron para la percepción social, que establece que los atributos correspondientes a una presencia desagradable o amenazante pueden reconocerse fácil y rápidamente porque la capacidad de detectar el peligro es esencial para la supervivencia y la acción adaptativa. Por lo tanto, los rasgos como la ira y el dominio son generalmente más fácilmente identificables en comparación con el humor o la responsabilidad.
La segunda explicación involucra el rol que juegan los estereotipos en las etapas iniciales de formar un juicio acerca de alguien. Las opiniones preliminares generadas a través de capas finas a menudo están influenciadas por los estereotipos que posee una persona, y estos estereotipos a menudo contienen una cierta y pequeña cantidad de verdad. Por ejemplo, Berry y McArthur descubrieron que los adultos con rostros de bebés generalmente son percibidos como más honestos, ingenuos y amables. También hay evidencia de que las diferencias físicas y biológicas están relacionadas con las diferencias de temperamento. Los hombres adultos reservados tienden a tener ojos de color claro y una contextura más delgada y delicada en comparación con los hombres más sociables y dominantes. Sin embargo, es posible que los estereotipos no siempre sean tan precisos como parecen porque pueden propagarse mediante un ciclo de profecías autocumplidas en las que nuestro comportamiento está dictado por las expectativas que tenemos de alguien en función de los estereotipos con los que se ajustan. Esto a su vez provoca que el individuo objetivo modifique su propio comportamiento para confirmar esas expectativas y crea la ilusión de que los rasgos de la persona se ajustan con precisión al estereotipo desde el principio. Por ejemplo, las personas físicamente atractivas pueden llegar a ser más expertas socialmente y más seguras simplemente porque internalizan las creencias que otros sostienen que son más deseables socialmente y más sobresalientes.
La tercera explicación propone que el corte fino proporciona juicios precisos simplemente porque son juicios instantáneos. Estar expuesto solo a una fina porción de conducta elimina la presencia de estímulos que distraen tales como la interacción verbal y no le permite al evaluador el tiempo de razonar introspectivamente por qué juzga a un individuo de cierta manera, lo que puede hacer que piense demasiado y cambie el juicios formados por sus instintos iniciales. Cortar en capas permite a los evaluadores enfocarse en el comportamiento expresivo y elimina la información extraña que puede hacer que los juicios se alejen de la verdad.
No se cree que ninguna de estas explicaciones abarque universalmente la verdadera razón de por qué el corte fino tiene éxito. En cambio, es probable que no sean mutuamente excluyentes y que cada una influya en la precisión del corte fino hasta cierto punto.

## Variación en factores del corte fino

### Tiempo de exposición
El metaanálisis de 1992 de Ambady y Rosenthal reveló que un tiempo de exposición más prolongado de un corte fino no mejora significativamente la precisión del juicio.

### Canales de comunicación
Las capas delgadas de comportamiento incluyen dos canales principales de comunicación: no verbal y verbal. El comportamiento no verbal se define como expresiones faciales y corporales o tono de voz. El comportamiento verbal involucra el habla real. Cuando se trata de señales verbales y no verbales que proporcionan conclusiones inconsistentes, la evaluación de las conductas no verbales generalmente proporciona un juicio más preciso. Esto se debe a que los humanos pueden controlar fácilmente lo que dicen para presentarse bajo una luz particular o dar una cierta impresión de una situación, pero les resulta más difícil tratar de controlar su expresión facial y corporal y el tono de voz. [1] Por ejemplo, se descubrió que los jueces revelan sus verdaderas expectativas de si un acusado era culpable a través de su comportamiento no verbal, pero no de su comportamiento verbal. Sin embargo, el metaanálisis de Ambady y Rosenthal reveló que aunque los juicios fueron más precisos al observar solo expresiones faciales y corporales en comparación con las expresiones faciales y corporales además del habla, la diferencia en la precisión no es lo suficientemente significativa como para declarar que usar diferentes canales de la comunicación afectará la precisión de un resultado.

### Atractivo físico
En el experimento de 1993 de Ambady y Rosenthal, usaron videoclips de 2, 5 y 10 segundos de comportamiento no verbal de los maestros para evaluar la exactitud de los juicios hechos por los evaluadores que vieron esos videos. Si bien el atractivo físico del sujeto del video puede parecer un sesgo obvio que puede llevar a las personas a formar juicios inexactos, demostraron que en realidad no tuvo un efecto fuerte en su resultado experimental. Una razón puede deberse a las diferencias en el "tipo" de corte fino que se pone a disposición de los calificadores. Por ejemplo, cuando simplemente se le da una foto de un individuo, un calificador tiende a juzgar los rasgos de personalidad simplemente basándose en el atractivo. Sin embargo, cuando el comportamiento expresivo está disponible, como a través de los videoclips utilizados en el experimento, el atractivo físico se vuelve menos importante y menos utilizado cuando se forma una impresión de alguien.

## Implicaciones prácticas
Si bien se ha demostrado que el corte fino es una poderosa herramienta experimental, es importante que los experimentos se diseñen de modo que se pueda usar el corte fino para juzgar con precisión el comportamiento de interés porque no es apropiado utilizar un corte fino para un uso universal. En primer lugar, los comportamientos o rasgos en cuestión deben ser fácilmente observables para que las clasificaciones basadas en el corte fino puedan usarse de manera confiable. Segundo, estos rasgos generalmente deben tener un componente afectivo o interpersonal, en lugar de estar orientados a la persona, porque estos últimos son mucho más difíciles de juzgar y menos observables. Las dimensiones interpersonales incluyen el dominio y la timidez, mientras que las dimensiones personales incluyen la escrupulosidad y la inteligencia.
La precisión y los efectos comprobados de los cortes finos tienen varias implicaciones prácticas. En primer lugar, los experimentadores pueden usar de manera confiable el corte fino para evaluar diferentes variables de afecto y, por lo tanto, pueden ahorrar tiempo y dinero en la recopilación de información extraña. Además, dado que los cortes finos se pueden usar para predecir con precisión las cualidades orientadas interpersonalmente, se pueden usar en la selección, capacitación y evaluación de personas que requieren fuertes habilidades interpersonales, como maestros, gerentes y terapeutas. Finalmente, dado que los canales de comunicación no influyen significativamente en la precisión, las clasificaciones se pueden recopilar desde cualquiera de los canales que están convenientemente disponibles.

## Cultura

### Blink(Parpadeo)
Uno de los libros más populares sobre corte fino es Blink: El poder de pensar sin pensar de Malcolm Gladwell. En este libro de 2005, el autor describe ejemplos interesantes e investigaciones que explotan la idea de cortar en capas finas. La habilidad para usar información limitada desde períodos de experiencia muy cortos para llegar a una conclusión. La idea sugiere que decisiones espontáneas son usualmente tan buenas - o aun mejores - como aquellas cuidadosamente planeadas. Para reforzar su idea, Gladwell dibujó un amplio rango de ejemplos desde ciencia y medicina, ventas y publicidad, apuestas, citas rápidas, tenis, juegos de guerra militar, y las películas, y la música popular. También utiliza muchos ejemplos de experiencias de gente común con "finas capas", incluyendo nuestra habilidad intuitiva de leer la mente, es decir, como podemos llegar a saber las emociones de otras personas solo con mirar sus caras.
Por ejemplo, Gladwell describe cómo se adquirió una escultura antigua, traída al Museo J. Paul Getty en California, bajo el nombre de Getty Kouros. Algunos expertos en arte observaron la escultura y decidieron que había algo malo en ella, una sensación instintiva debido a que la obra de arte mostraba todos los signos incorrectos. Sin embargo, bajo una investigación exhaustiva, la escultura se consideró real debido a la falta de pruebas sólidas de lo contrario. La autenticidad de la estatua se puso en tela de juicio más tarde debido a las suposiciones erróneas hechas por uno de los investigadores que habían avalado previamente su adquisición.
Otro ejemplo en este libro exploró el trabajo de John Gottman, un conocido experto marital. Gladwell describe cómo al cabo de una hora de observar a una pareja, Gottman puede concretar con un 95% de precisión si la pareja permanecerá unida en un plazo de 15 años. La precisión de Gottman desciende solo al 90% si observa a las parejas durante 15 minutos, lo que respalda el fenómeno del corte fino.

### 12 Hombres sin piedad
La obra tiene unas cuantas adaptaciones, incluyendo la más temprana el telefilm de 1954, una película de 1957 y una película versión de 1997. Las películas no se refieren explícitamente al corte fino, pero describen varios tipos de comportamientos de grupo e interacciones de grupo. Aquellas representaciones hicieron de la película una elección popular para enseñar e ilustrar procesos de grupo.

### Fotografía
El pensamiento siempre ha sido descrito como un esfuerzo consciente. El artista Henri Cartier-Bresson dijo que el pensamiento es un "momento decisivo" de conciencia, pero en realidad el corte fino es un comportamiento inconsciente. Del mismo modo, el fotógrafo Alfred Eisenstaedt se refirió a una conexión directa entre su ojo y su dedo obturador, pasando por alto su cerebro, que era fundamental para muchas de sus imágenes más celebradas.